# Max Stein (Unternehmer)
Max Stein (* 1871 in Ratibor; † 11. August 1952 in Berlin) war ein deutscher Unternehmer, Sozialdemokrat und Sammler sozialistischer Literatur.

Max Stein

## Leben
Max Stein war der Sohn eines jüdischen Schankwirtes und Getreidehändlers und wuchs in beengten Verhältnissen auf. Er verließ die Schule, als sein Vater im Jahre 1888 starb und begann in Glatz eine kaufmännische Lehre. Er trat 1889 (also ein Jahr vor der Annullierung des Sozialistengesetzes) in die Sozialdemokratische Partei ein. In Glatz lernte er auch Paul Löbe kennen, mit dem ihn eine lebenslange Freundschaft verband. 1893 wurde er Prokurist der Leipziger Verlagsbuchhandlung Ernst Wies Nachf. Im Jahr 1900 heiratete er Hedwig Vollpracht, die in der Frauenbewegung aktiv war und 1914 Vorsitzende des Provinzialvereins Schlesien des Deutschen Verbandes für Frauenstimmrecht war. In der Dachpappen- und Teerproduktenfabrik Ludwig Gassmann gelang Max Stein der berufliche Aufstieg zum Vorstandsmitglied der Vereinigten Dachpappenfabriken AG (Vedag). Daneben war er mit kulturellen Projekten befasst. Er war Vorsitzender des Aufsichtsrats der Vereinigten Theater GmbH Breslau und setzte sich für den Ausbau der Breslauer Universitäts-Sternwarte ein, wofür er im Jahre 1921 die Ehrenbürgerschaft der Friedrich-Wilhelms-Universität zu Breslau erhielt. Das Ehepaar Stein galt in der Zeit der
 nationalsozialistischen Herrschaft als privilegierte Mischehe, was bewirkte, dass Max Stein zwar seine berufliche Stellung verlor, es blieb ihm jedoch das Schicksal der Deportation und der Tötung im Konzentrationslager erspart. Durch planvolle und geschickte Sammelaktivitäten hatte Max Stein über viele Jahre hin eine umfangreiche Bibliothek sozialistischer Literatur zusammengebracht, die durch glückliche Fügungen die Zeit der nationalsozialistischen Herrschaft überdauert hat. Nach Ende des Zweiten Weltkrieges war Max Stein einer der Neubegründer der Steglitzer Sozialdemokratischen Partei und leitete einen politischen Arbeitskreis, der auch nach seinem Tode als Arbeitskreis Stein weiter bestand. Stein war Steglitzer Bezirksverordneter und Alterspräsident der Steglitzer Bezirksverordnetenversammlung.

## Bibliothek Stein
Max Steins Büchersammlung umfasst etwa 7500 Bände und enthält, wie Stein selber es beschreibt, „Werke über die soziale Frage, die Arbeiterbewegung, Sozialismus, Anarchismus, Kommunismus, Leninismus, Stalinismus. Ich habe während 50 Jahren diese einschlägige Literatur gesammelt“. Die Sammlung wurde 1951 von der Freien Universität Berlin angekauft und in der Universitätsbibliothek aufgestellt und durch einen provisorischen Sonderkatalog erschlossen. Neben den Beständen des Amsterdamer Internationalen Archivs für Sozialgeschichte gilt die Bibliothek Stein als wichtige Sammlung für die Sozialismusforschung. Von den Hauptbeteiligten der Studentenbewegung ist sie besonders intensiv benutzt worden, was zu der Behauptung geführt hat, diese Bewegung sei ohne die Bibliothek Stein nicht denkbar gewesen oder sie hätte ohne sie einen anderen Verlauf genommen. Die Universitätsbibliothek hat mit dem Grundstock der Stein-Bibliothek einen Sammelschwerpunkt Historische Sozialismusforschung eingerichtet und kontinuierlich die entsprechende Spezialliteratur angekauft. Darüber hinaus wurde auch die Bibliothek des Berliner Rätekommunisten Alfred Weiland im Jahre 1979 erworben. Steins Sammlung wurde damit besonders durch Literatur zum Rätekommunismus, Unionismus und Anarchosyndikalismus ergänzt. Insgesamt umfasst die Spezialliteratur zur Sozialismusforschung an der Universitätsbibliothek der Freien Universität Berlin heute etwa 50.000 Bände, davon etwa 20.000 Bände zur historischen Sozialismusforschung. Der engere Bestand der Bibliothek Stein wurde im Jahre 1993 in Zusammenarbeit mit Belser Wissenschaftlicher Dienst durch Verfilmung auf Mikrofiche zugänglich gemacht. Durch einen gedruckten Katalog mit mehreren Registern und Schlagwortübersichten wird diese Literatur für die Benutzung erschlossen.